# Titularbistum Harpasa
Harpasa (ital.: Arpasa) ist ein Titularbistum der römisch-katholischen Kirche. 
Es geht zurück auf ein untergegangenes Bistum der antiken Stadt Harpasa im kleinasiatischen Karien im Südwesten der heutigen Türkei und gehörte der Kirchenprovinz Stauropolis an.
| Titularbischöfe von Harpasa |                              |                                                            |                    |                  |
| Nr.                         | Name                         | Amt                                                        | von                | bis              |
| 1                           | Joseph Pfluger               | Weihbischof in Wien (Österreich)                           | 30 Nov 1911        | 29 Jan 1927      |
| 2                           | Sel. Pavol Peter Gojdič OSBM | Apostolischen Administrator der Eparchie Prešov (Slowakei) | 14. September 1926 | 11. April 1940   |
| 3                           | Stanislav Zela               | Weihbischof in Olmütz (Tschechoslowakei)                   | 11. Oktober 1940   | 6. Dezember 1969 |